# Hypoxisch water

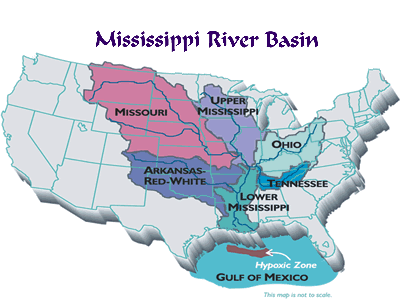
Hypoxie in de Golf van Mexico

Hypoxisch water is zeewater, zoetwater en grondwater met een zeer laag gehalte aan opgeloste zuurstof. Het gevolg van hypoxie is dat in het water organismen als kokkels, mosselen en krabben niet kunnen overleven. Anoxisch water bevat nog minder zuurstof.

## Oorzaken

### Natuurlijke hypoxie
Water dat uit rivieren in zee stroomt, is lichter dan het zoute water. Als dat water zich onvoldoende vermengt met het zoutere water, vindt er ook weinig zuurstofuitwisseling plaats met het zoutere water. Dit kan, zeker bij grote toestroom van zoet water, tot hypoxie leiden.

### Vervuiling
Hypoxie kan ook worden veroorzaakt doordat van grote hoeveelheden algen afsterven waarbij veel zuurstof in het water wordt verbruikt. De algen hebben kunnen toenemen door bemesting van het water met stikstof en fosfaat. Wanneer het water in de zomer warmer wordt waardoor het water minder zuurstof kan bevatten, sterven de algen af en zakken naar de bodem. Hierdoor ontstaat anaerobe rotting. Als in de herfst de watertemperatuur weer daalt, herstelt de situatie enigszins. De afgestorven algen veroorzaken een zwarte verkleuring die vaak nog jaren later gezien wordt.
Hypoxie komt met name voor in ondiepe of afgesloten gebieden zoals de Waddenzee en de Golf van Mexico. Deze wateren zijn essentieel voor de visstand omdat de vis hier veelal zijn kuit afzet.

## Maatregelen
Om dit verschijnsel te verminderen zijn het zuiveren van afvalwater en het beperken van het uitspoelen van kunstmest in de landbouw noodzakelijk. Daarnaast helpt de begroeiing op droogvallende kwelders bij de reductie van de fosfaat- en stikstofniveaus.